# Qatar ExxonMobil Open 2024
Il Qatar ExxonMobil Open 2024 è stato un torneo di tennis giocato sul cemento. È stata la 32ª edizione del torneo facente parte dell'ATP Tour 250 nell'ambito dell'ATP Tour 2024. Si è giocato al Khalifa International Tennis and Squash Complex di Doha, in Qatar, dal 19 al 24 febbraio 2024.

## Partecipanti al singolare

### Teste di serie
| Nazionalità | Giocatore                   | Ranking* | Testa di serie |
| ----------- | --------------------------- | -------- | -------------- |
|             | Andrej Rublëv               | 5        | 1              |
|             | Karen Chačanov              | 17       | 2              |
| Francia     | Ugo Humbert                 | 18       | 3              |
| Kazakistan  | Aleksandr Bublik            | 23       | 4              |
| Spagna      | Alejandro Davidovich Fokina | 24       | 5              |
| Germania    | Jan-Lennard Struff          | 25       | 6              |
| Italia      | Lorenzo Musetti             | 26       | 7              |
| Paesi Bassi | Tallon Griekspoor           | 29       | 8              |

* Ranking al 12 febbraio 2024.

#### Altri partecipanti
I seguenti giocatori hanno ricevuto una wildcard per il tabellone principale:
- Richard Gasquet
- Gaël Monfils
- Abedallah Shelbayh

Il seguente giocatore è entrato in tabellone attraverso il programma Next Gen per giocatori under 20 e con ranking in top 250:
- Jakub Menšík

I seguenti giocatori sono entrati nel tabellone principale passando dalle qualificazioni:

- Hugo Grenier
- Alexandre Müller
- Vít Kopřiva
- Giulio Zeppieri

Il seguente giocatore è entrato in tabellone come lucky loser:
- Maximilian Marterer

#### Ritiri
Prima del torneo
- Borna Ćorić → sostituito da  Pavel Kotov
- Daniil Medvedev → sostituito da  Roberto Bautista Agut
- Rafael Nadal → sostituito da  Botic van de Zandschulp
- Tallon Griekspoor → sostituito da  Maximilian Marterer

## Partecipanti al doppio

### Teste di serie
| Nazione     | Giocatore         | Nazione       | Giocatore              | Ranking* | Testa di serie |
| ----------- | ----------------- | ------------- | ---------------------- | -------- | -------------- |
| Regno Unito | Jamie Murray      | Nuova Zelanda | Michael Venus          | 41       | 1              |
| Stati Uniti | Nathaniel Lammons | Stati Uniti   | Jackson Withrow        | 41       | 2              |
| Francia     | Nicolas Mahut     | Francia       | Édouard Roger-Vasselin | 45       | 3              |
| Belgio      | Sander Gillé      | Belgio        | Joran Vliegen          | 46       | 4              |

* Ranking al 12 febbraio 2024.

### Altri partecipanti
Le seguenti coppie di giocatori hanno ricevuto una wildcard per il tabellone principale:
- Roberto Bautista Agut /  Mubarak Shannan Zayid
- Skander Mansouri /  Rashed Nawaf

La seguente coppia di giocatori è entrata in tabellone come alternate:
- Andreas Mies /  John-Patrick Smith

### Ritiri
Prima del torneo
- Aleksandr Bublik /  Botic van de Zandschulp → sostituiti da  Andreas Mies /  John-Patrick Smith

## Punti
| Evento    | V   | F   | SF  | QF | 2T   | 1T | Q    | Q2   | Q1   |
| Singolare | 250 | 165 | 100 | 50 | 25   | 0  | 13   | 7    | 0    |
| Doppio    | 250 | 150 | 90  | 45 | N.D. | 0  | N.D. | N.D. | N.D. |

## Montepremi
| Evento    | V         | F         | SF       | QF       | 2T       | 1T       | Q2      | Q1      |
| Singolare | $ 212 300 | $ 123 840 | $ 72 810 | $ 42 910 | $ 24 500 | $ 14 970 | $ 7 485 | $ 4 085 |
| Doppio*   | $ 73 770  | $ 39 470  | $ 23 140 | $ 12 930 | N.D.     | $ 7 620  | N.D.    | N.D.    |

*per team

## Campioni

### Singolare
Karen Chačanov ha sconfitto in finale  Jakub Menšík con il punteggio di 7–6(12), 6–4.
- È il sesto titolo in carriera per Chačanov, il primo in stagione.

### Doppio
Jamie Murray /  Michael Venus hanno sconfitto in finale  Lorenzo Musetti /  Lorenzo Sonego con il punteggio di 7–6(0), 2–6, [10–8].